# Сержа (деревня)
Сержа — деревня в Псковском районе Псковской области. Входит в состав Серёдкинской волости. 
Расположена в 59 км к северу от Пскова и в 16 км к северо-востоку от села Серёдка, западнее деревни Красная Горка.
Постоянное население по состоянию на 2000 год в деревне отсутствовало.

## Топографические карты
- Лист карты O-35-XVII Новоселье. Масштаб: 1 : 200 000. Издание 1980 г.